# Canal Saint-Martin
Het Canal Saint-Martin is een Frans kanaal in het noordoosten van Parijs, grotendeels in het 10e arrondissement. Het kanaal is circa 4550 meter lang en loopt van de Place de la Bastille naar het bassin de la Villette. Via negen sluizen - waaronder vier dubbelsluizen - wordt een niveauverschil van circa 25 meter overwonnen. Samen met het Canal Saint-Denis vormt het een verbinding tussen twee delen van de Seine. Zo kan twaalf kilometer van de route over de Seine worden afgestoken. Tegenwoordig wordt het echter vrijwel niet meer gebruikt behalve voor rondvaarten. Een deel van het kanaal ligt in een tunnel onder de Boulevard Richard Lenoir en onder de Boulevard Jules Ferry.

## Geschiedenis
Canal Saint-Martin werd in 1825 geopend, nadat in 1802, tijdens de regering van Napoleon Bonaparte, tot de bouw was besloten. De eerste plannen dateren echter al uit de tijd van Lodewijk XIV. Bedoeling was om met het water van het kanaal de fonteinen van Parijs te voeden, ook in tijden van droogte. Daarom werd het water van vijf rivieren afgeleid naar de rivier Ourcq. Deze werd gekanaliseerd naar het bassin de la Villette. Dit bassin ligt 25 meter hoger dan het niveau van de Seine en was dus geschikt om de openbare fonteinen van Parijs te voeden. Vanuit dit bassin voerde het Canal Saint-Martin het water Parijs binnen. Anno 2020 wordt het water van het kanaal nog gebruikt om de Parijse parken te irrigeren en de straten en riolen te reinigen.
In 1862 en 1907 werden delen van het kanaal overdekt, vanaf de dubbele écluse du Temple tot het bassin de l'Arsenal en zijn jachthaven, bij de monding in de Seine. In 1963 werd besloten het kanaal te dempen om een autoweg aan te leggen, die de verbinding moest vormen tussen de luchthavens Le Bourget en Orly. De verwachte verkeersdrukte van 6000 voertuigen per uur in beide richtingen leidde echter tot protesten van omwonenden. Het project werd stilgelegd en werd op 15 december 1971 gestaakt.

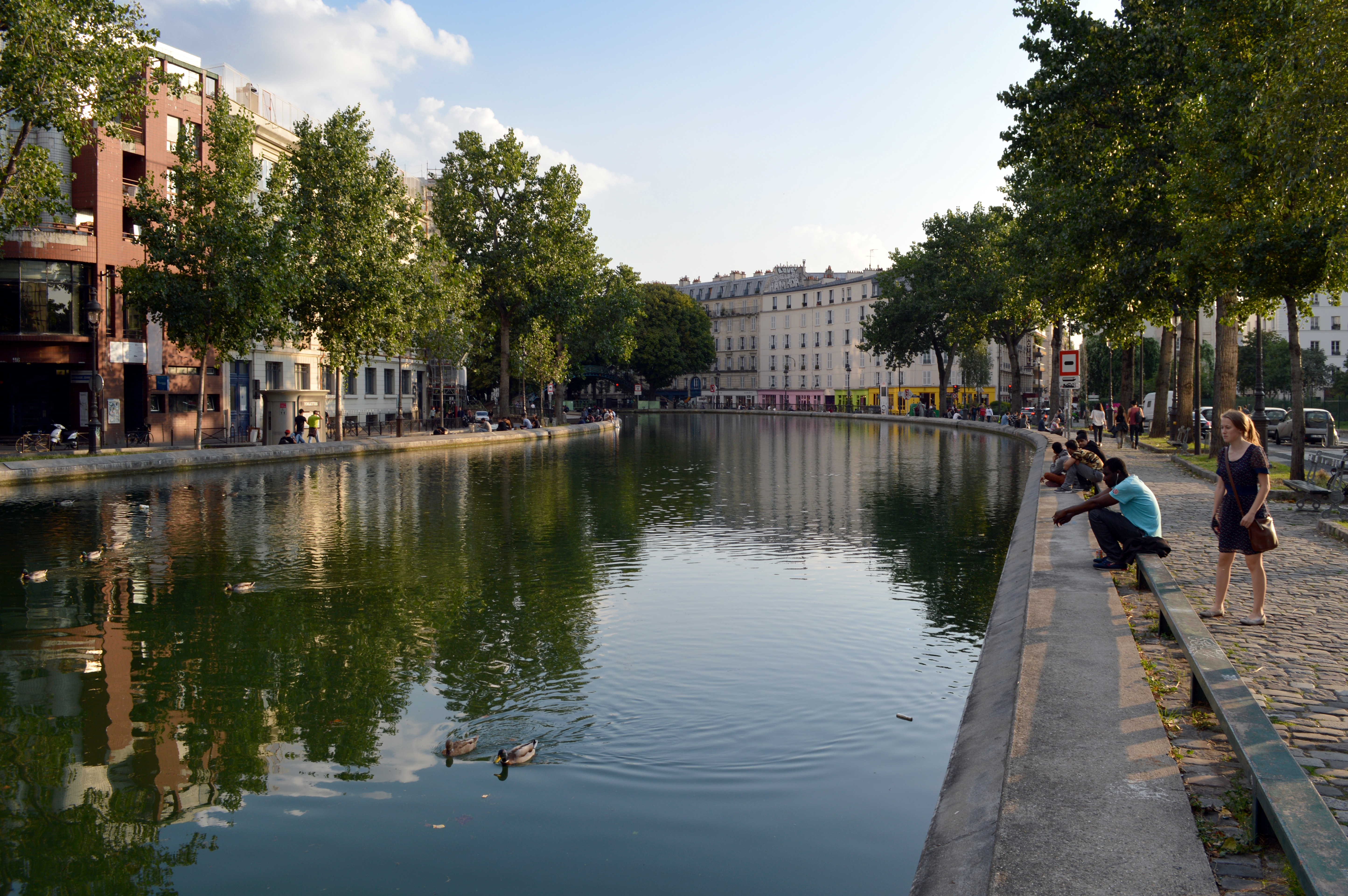
Het Bassin des Récollets is het eerste bekken van het kanaal.

## Buurt
Het gebied rond het Canal Saint-Martin is pittoresk en geeft een indruk van de bedrijvigheid die er vroeger moet hebben geheerst. Langs het kanaal bevinden zich talrijke fabrieksgebouwen uit de negentiende eeuw, waaronder de oudste elektriciteitscentrale van Parijs en een oude papierfabriek, alsmede de Rotonde de la Villette (1786-1792), een classicistisch gebouw van Claude-Nicolas Ledoux.

## In media
Het kanaal is in enkele bekende films te zien, waaronder Hôtel du Nord (1938) en Le Fabuleux Destin d'Amélie Poulain (2001). Het wordt ook in romans beschreven, onder andere door Léo Malet en Georges Simenon. Door striptekenaar Jacques Tardi is het getekend.
- Bibliothèque nationale de France: cb167244042 (data)
- Gemeinsame Normdatei: 4572334-5
- Library of Congress Control Number: sh2001001137
- Nationale Bibliotheek van Israël: 987007566373505171
- Virtual International Authority File: 240538008
- WorldCat: E39PBJmdwkHQBjBrRRBjW8gdwC